# Супергеройский фильм

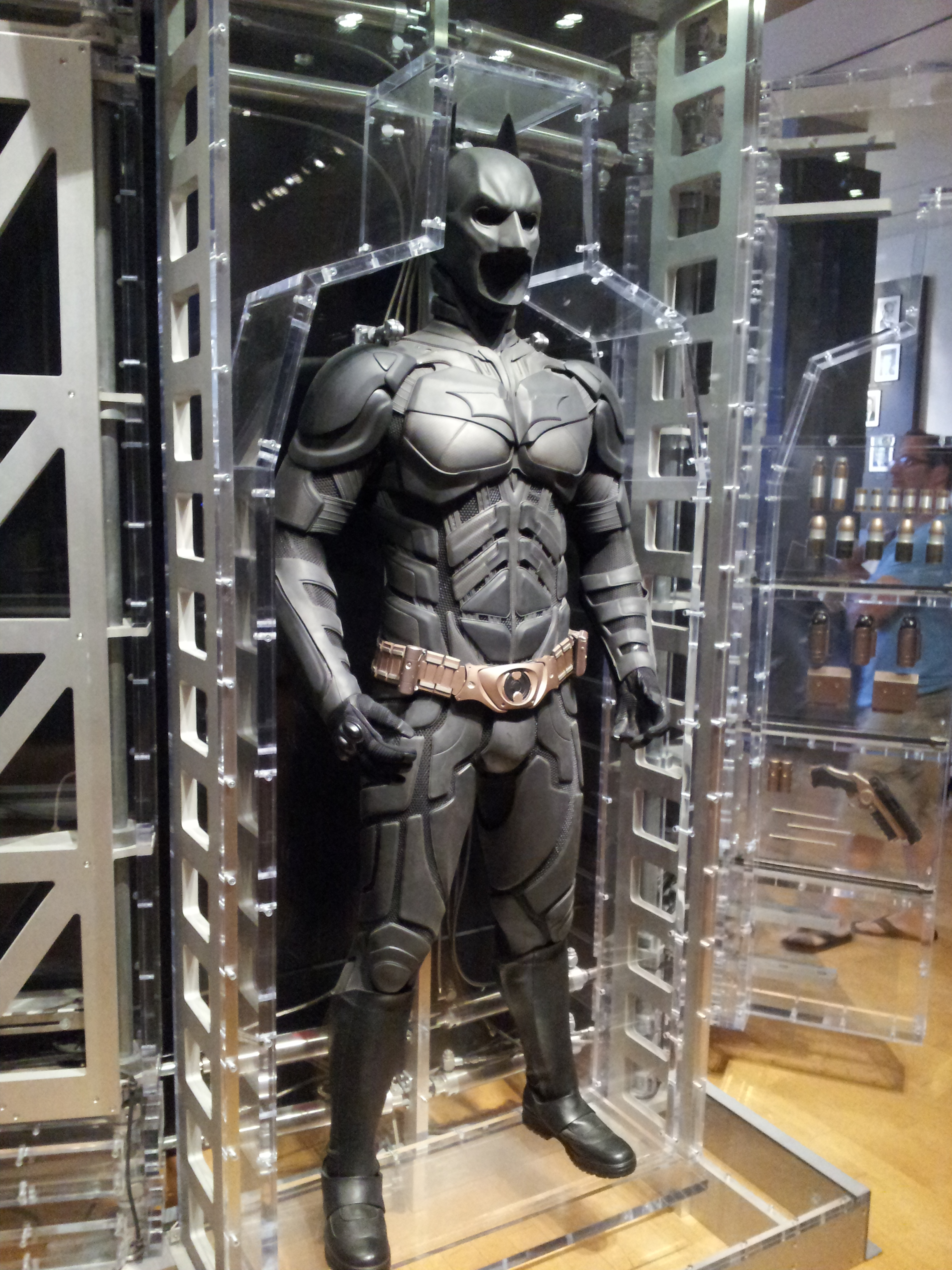
Костюм Бэтмена из супергеройского фильма «Тёмный рыцарь» (2008). Этот фильм признан многими изданиями лучшим супергеройским фильмом в истории.

Супергеро́йский фильм — кинематографический жанр, посвящённый приключениям супергероев, то есть героев, которые обладают сверхчеловеческими силами (или заменяющей их техникой) и используют их для борьбы со злом. Большинство супергеройских фильмов создано по мотивам супергеройских комиксов.

## Особенности жанра
Супергеройский фильм почти всегда также относится к жанрам боевика и фантастики. Действие, как правило, происходит в условно современном мире, в котором способности супергероя уникальны и отличают его от простых людей. Первый фильм в серии о супергерое часто рассказывает его историю становления, показывает, как у него появились суперспособности, и первую битву с главным суперзлодеем.
Из всего перечисленного существуют исключения. Так, например, есть супергеройские фильмы, не основанные на комиксах («Хэнкок», «Робокоп», «Суперсемейка» и др.), нефантастические («Пипец», «Каратель», «Супер») или без элементов боевика («Неуязвимый»). Обычно такие произведения представляют собой деконструкцию жанра или пародию на него.

## История
Супергеройские фильмы снимаются, в основном, в США, с конца 1930-х. Поначалу они были рассчитаны на детей и подростков, но со временем становились всё более взрослыми и серьёзными. С 2000-х Голливуд переживает бум супергеройского кино, в этом жанре выходит по нескольку фильмов каждый год. Крупнейшие кинопроекты в супергеройском жанре — Кинематографическая вселенная Marvel, Расширенная вселенная DC, киносерия «Люди Икс», «Человек-паук», «Бэтмен» и «Супермен».
Отношение к супергеройским фильмам как к легкомысленному развлечению для подростков постепенно отступает. Некоторые супергеройские фильмы получили признание как искусство и престижные премии не только за спецэффекты. Так, Хит Леджер был посмертно удостоен «Оскара» за роль злодея Джокера в фильме «Тёмный рыцарь», а фильм «Логан» получил номинацию на «Оскар» за лучший сценарий. Сюжеты и персонажи супергероики даже послужили основой фильмов, не относящихся собственно к этому жанру, например оскароносной криминальной драмы «Джокер».
Авторы исследования, представленного в 2018 году на конференции Американской академии педиатров, сообщили, что в супергеройских фильмах, вышедших в 2015—2016 годах, супергерои совершают больше актов насилия, чем злодеи: в среднем, супергерои совершают 23 акта насилия в час, а злодеи — 18. Обычными для супергероя актами насилия являются драки (1021 случай), использование смертельного оружия (659), разрушение собственности (199), убийство (168), издевательства, запугивания и пытки (144), а для злодея — использование смертельного оружия (604 случая), драки (599), издевательства, запугивания и пытки (237), разрушение собственности (191), убийство (93).

### В России
В России фильмы в жанре супергеройского кино снимаются редко. Первым российским фильмом в данном жанре чаще всего называют фильм «Чёрная молния» (2009), хотя некоторые авторы относят к супергеройским фильмам и более ранние картины, например, «Меченосец» (2006).
17 марта 2016 года вышел фильм «СуперБобровы», комедия о семье людей с суперспособностями. 23 февраля 2017 года в прокат вышел фильм о команде супергероев «Защитники». За несколько дней до этого прошла онлайн-трансляция короткометражного фильма «Майор Гром», снятого по комиксам издательства Bubble.
1 апреля 2021 года состоялась премьера полнометражного фильма «Майор Гром: Чумной Доктор» по оригинальной серии комиксов. В фильме присутствует вооружённый уникальным костюмом суперзлодей, но борется с ним обычный полицейский.

## Кассовые сборы
Первое место по кассовым сбором за всё время занимает фильм «Мстители: Финал», собравший $2 797 800 564 в кинопрокате. Второе место также занимает фильм серии Мстителей. На третьем месте расположился фильм «Человек-паук: Нет пути домой». Помимо Marvel Studios, в десятку лучших входят фильмы компаний Pixar и DC Comics.